# Iris forrestii
Iris forrestii är en irisväxtart som beskrevs av William Rickatson Dykes. Iris forrestii ingår i släktet irisar, och familjen irisväxter. Inga underarter finns listade i Catalogue of Life.